# Wicekrólowie Indii

Flaga brytyjskiego wicekróla Indii

Gubernator Generalny i wicekról Indii (ang. Governor General and Viceroy of India) – głowa brytyjskiej administracji w kolonialnych Indiach. Urząd wywodził się z powstałego w 1773 r. urzędu gubernatora generalnego Fortu William. Początkowo kompetencje gubernatora były ograniczone na rzecz urzędników Brytyjskiej Kompanii Wschodnioindyjskiej. Pełna władza gubernatorska została mu oddana w 1833 r. i uległa rozszerzeniu w 1858 r., kiedy Indie zostały w całości podporządkowane Koronie Brytyjskiej, a monarchowie brytyjscy zaczęli się koronować na Cesarzy Indii. Gubernatorzy przyjęli wtedy tytuł wicekróla, którego używali do 1947 r., kiedy to ogłoszono niepodległość Indii i zniesiono cesarstwo. Po tej dacie ich uprawnienia zostały zredukowane do tych posiadanych przez gubernatorów generalnych dominiów. Urząd gubernatora został zniesiony w 1950, po wprowadzeniu republiki.

## Lista gubernatorów

### Gubernatorzy Generalni Fortu William w Bengalu
- 1773–1785: Warren Hastings
- 1785–1786: John MacPherson (p.o.)
- 1786–1793: Charles Cornwallis, 1. markiz Cornwallis
- 1793–1798: John Shore, 1. baronet
- 1798–1798: Alured Clarke (p.o.)
- 1798–1805: Richard Wellesley, 1. markiz Wellesley
- 1805–1805: Charles Cornwallis, 1. markiz Cornwallis
- 1805–1807: George Hilario Barlow (p.o.)
- 1807–1813: Gilbert Elliot-Murray-Kynynmound, 1. baron Minto
- 1813–1823: Francis Rawdon-Hastings, 1. markiz Hastings
- 1823–1823: John Adam (p.o.)
- 1823–1828: William Amherst, 1. hrabia Amherst
- 1828–1828: William Butterworth Bayley
- 1828–1833: William Bentick

### Gubernatorzy Generalni Indii
- 1833–1835: William Bentick
- 1835–1836: Charles Metcalfe, 2. baronet (p.o.)
- 1836–1842: George Eden, 1. hrabia Auckland
- 1842–1844: Edward Law, 2. baron Ellenborough
- 1844–1844: William Bird (p.o.)
- 1844–1848: Henry Hardinge, 1. wicehrabia Hardinge
- 1848–1856: James Broun-Ramsay, 1. markiz Dalhousie
- 1856–1858: Charles Canning, 1. hrabia Canning

### Gubernatorzy Generalni i wicekrólowie Indii
- 1858–1862: Charles Canning, 1. hrabia Canning
- 1862–1863: James Bruce, 8. hrabia Elgin
- 1863–1863: Robert Napier (p.o.)
- 1863–1864: William Denison (p.o.)
- 1864–1869: John Lawrence
- 1869–1872: Richard Bourke, 6. hrabia Mayo
- 1872–1872: John Strachey (p.o.)
- 1872–1872: Francis Napier, 10. lord Napier (p.o.)
- 1872–1876: Thomas Baring, 2. baron Northbrook
- 1876–1880: Robert Bulwer-Lytton, 2. baron Lytton
- 1880–1884: George Robinson, 1. markiz Ripon
- 1884–1888: Frederick Hamilton-Temple-Blackwood, 1. hrabia Dufferin
- 1888–1894: Henry Petty-Fitzmaurice, 5. markiz Lansdowne
- 1894–1899: Victor Bruce, 9. hrabia Elgin
- 1899–1904: George Curzon, 1. markiz Curzon
- 1904–1904: Arthur Russell, 2. baron Ampthill (p.o.)
- 1904–1905: George Curzon, 1. markiz Curzon
- 1905–1910: Gilbert Elliot-Murray-Kynynmound, 4. hrabia Minto
- 1910–1915: Charles Hardinge, 1. baron Hardinge of Penshurst
- 1916–1921: Frederic Thesiger, 3. baron Chelmsford
- 1921–1925: Rufus Isaacs, 1. hrabia Reading
- 1925–1926: Victor Bulwer-Lytton, 2. hrabia Lytton (p.o.)
- 1926–1931: Edward Wood, 1. baron Irwin
- 1929–1929: George Goschen, 2. wicehrabia Goschen (p.o. podczas nieobecności lorda Irwina)
- 1931–1936: Freeman Freeman-Thomas, 1. markiz Willingdon
- 1936–1943: Victor Hope, 2. markiz Linlithgow
- 1943–1947: Archibald Wavell, 1. wicehrabia Wavell
- 1947–1947: Louis Mountbatten, 1. hrabia Mountbatten of Burma

### Gubernatorzy Generalni Indii
- 1947–1948: Louis Mountbatten, 1. hrabia Mountbatten of Burma
- 1948–1950: Chakravarthi Rajagopalachari